# Thagria sarawakensis
Thagria sarawakensis är en insektsart som beskrevs av Nielson 1977. Thagria sarawakensis ingår i släktet Thagria och familjen dvärgstritar. Inga underarter finns listade i Catalogue of Life.